# Pleasant Hope
Pleasant Hope est une ville du comté de Polk, dans le Missouri, aux États-Unis,. Située au sud-est du comté, elle est incorporée en 1980.

## Démographie
Lors du recensement de 2010, la ville comptait une population de 614 habitants. Elle est estimée, en 2016, à 613 habitants.

### Source de la traduction
- (en) Cet article est partiellement ou en totalité issu de l’article de Wikipédia en anglais intitulé « Pleasant Hope, Missouri » (voir la liste des auteurs).